# R Velorum
R Velorum misstänktes vara variabel och blev den första stjärnan i stjärnbilden Seglet som fick en variabeldesignation åsatt.. Mätningar har emellertid kunnat fastslå att den inte är variabel i ljusstyrka.
Stjärnan har en visuell magnitud som är +6,51.

## Fotnoter
1. ↑  Variabelstjärnornas beteckningar börjar med bokstäverna R-Z, därefter A-Q , följt av RR-ZZ och AA-QQ, varefter de börjar betecknas med bokstaven V och ett ordningsnummer, från och med V335.